# Copa del Generalísimo de hockey sobre patines 1949
La Copa del Generalísimo de hockey sobre patines de 1949 fue la sexta edición de la Copa del Generalísimo de este deporte. La sede fue Barcelona. Se disputó desde el 1 al 3 de abril de 1949 y el campeón fue el RCD Español. El Torneo de Consolación fue ganado por el Hospitalet. 

Participaron 4 equipos y el sistema de competición volvió a ser diferente respecto a anteriores ediciones. Se disputó una liguilla entre los equipos participantes siendo el campeón el equipo con más puntos al final de dicha liguilla. 

## Equipos participantes
Los 4 equipos que disputaron esta edición fueron:
- Cataluña: RCD Español, GEiEG, Reus Deportiu y Reus Ploms.

## Jornada 1
| Fecha      | Equipo 1    | Equipo 2      | Resultado |
| ---------- | ----------- | ------------- | --------- |
| 1 de abril | GEiEG       | Reus Ploms    | 4-3       |
| 1 de abril | RCD Español | Reus Deportiu | 6-3       |

## Jornada 2
| Fecha      | Equipo 1      | Equipo 2    | Resultado |
| ---------- | ------------- | ----------- | --------- |
| 2 de abril | Reus Deportiu | GEiEG       | 3-3       |
| 2 de abril | Reus Ploms    | RCD Español | 3-3       |

## Jornada 3
| Fecha      | Equipo 1    | Equipo 2      | Resultado |
| ---------- | ----------- | ------------- | --------- |
| 3 de abril | Reus Ploms  | Reus Deportiu | 7-1       |
| 3 de abril | RCD Español | GEiEG         | 6-0       |

Clasificación
| Pos. | Equipo        | J | G | E | P | F  | C  | Ptos |
| ---- | ------------- | - | - | - | - | -- | -- | ---- |
| 1    | RCD Español   | 3 | 2 | 1 | 0 | 15 | 3  | 5    |
| 2    | GEiEG         | 3 | 1 | 1 | 1 | 7  | 12 | 3    |
| 3    | Reus Ploms    | 3 | 1 | 1 | 1 | 13 | 8  | 3    |
| 4    | Reus Deportiu | 3 | 0 | 1 | 2 | 7  | 16 | 1    |

Campeón: REAL CLUB DEPORTIVO ESPAÑOL (4º título)